# Tabak (Gattung)
Tabak (lateinisch Nicotiana) ist eine Pflanzengattung in der Familie der Nachtschattengewächse (Solanaceae). Mit etwa 75 Arten gehört sie zu einer der artenreicheren Gattungen innerhalb dieser Familie. Viele Arten erzeugen in den Wurzeln Nikotin oder andere Alkaloide, welche sie in den Blättern einlagern und die der Abwehr von Fraßfeinden dienen. Von wirtschaftlicher Bedeutung sind vor allem die Sorten der Arten Nicotiana tabacum und Nicotiana rustica, die zur Herstellung von Tabakwaren genutzt werden.

## Beschreibung

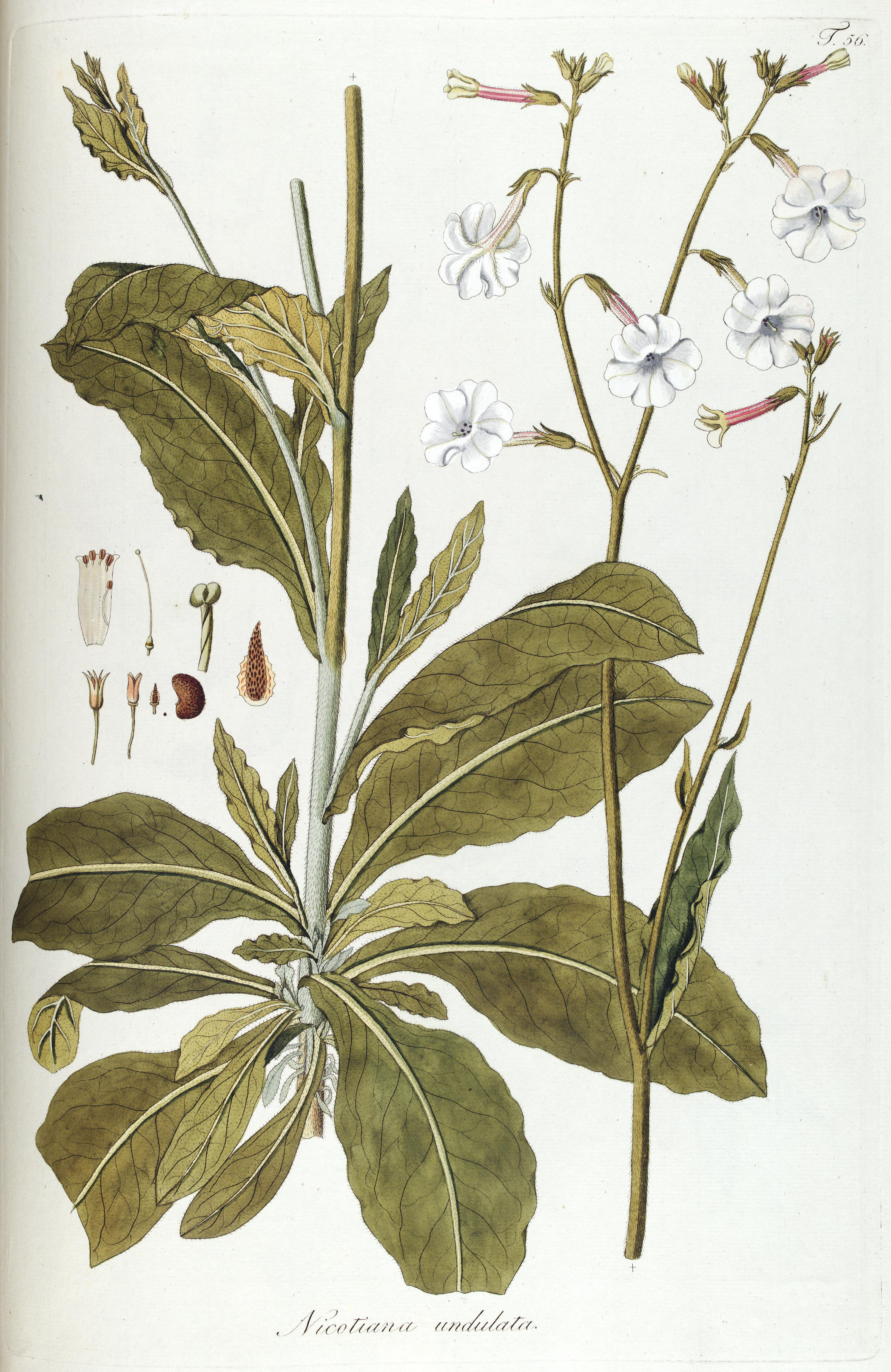
Illustration aus Fragmenta botanica, figuris coloratis illustrata, Tafel 56 von Nicotiana undulata

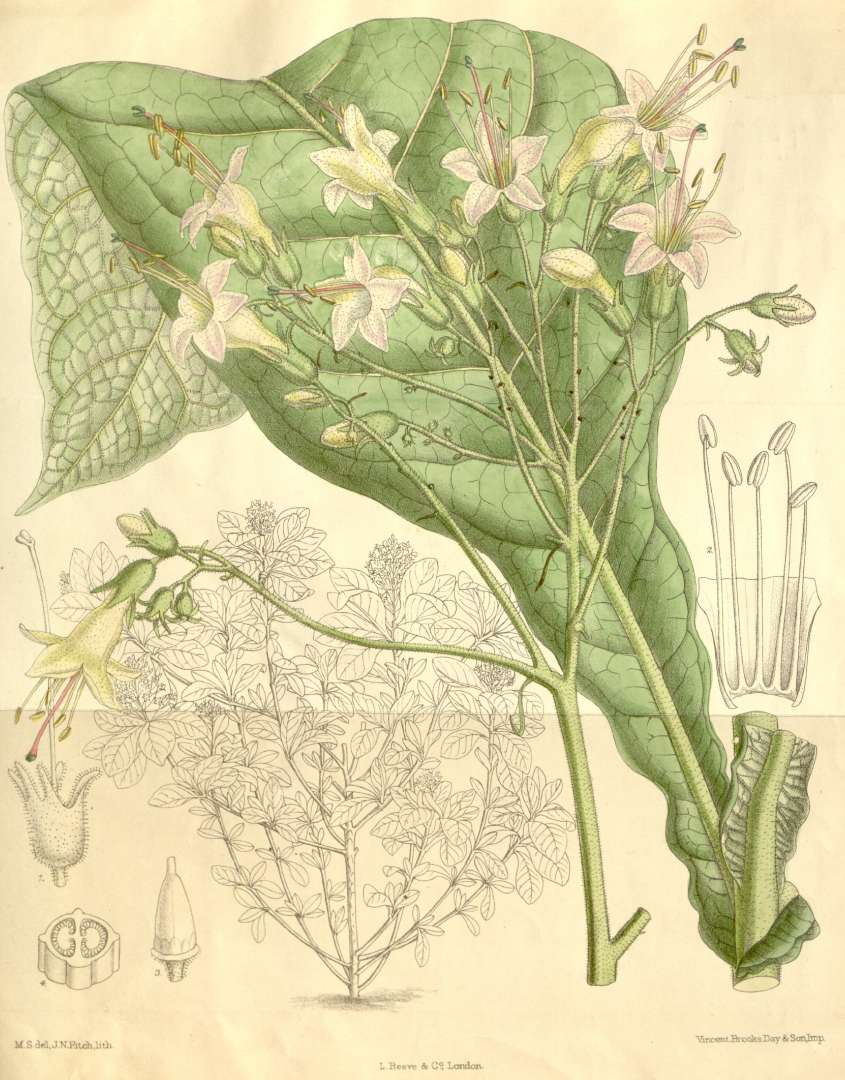
Illustration aus Curtis’s Botanical Magazine, Volume 118 (Series 3, Volume 48), 1892, Tafel 7252 von Nicotiana tomentosa

### Vegetative Merkmale
In der Gattung Nicotiana existieren sowohl Arten, die als kleine einjährige oder ausdauernde krautige Pflanzen mit einer Größe von 0,1 bis 0,3 m wachsen, aber auch größere, weichholzige Sträucher, die bis zu 2 m hoch werden und selten auch kleine Bäume mit einer Wuchshöhe von bis zu 10 m. Gelegentlich verbreiten die Pflanzen einen üblen Geruch. Die Wurzeln sind nicht selten brutkörpertragend. In den Sprossachsen und Laubblättern ist Kristallsand zu finden. Das Phellogen wird unter der Epidermis ausgebildet, das innere Phloem ist faserig. Die drüsigen Trichome bilden fast ausschließlich mehrzellige Köpfe; es kommen jedoch auch einzellige Köpfe vor.
Die wechselständig angeordneten Laubblätter sind gestielt oder ungestielt. Oftmals bilden die basalen stängelständigen Blätter unterschiedliche Formen aus, wobei die stängelständigen Blätter meist kleiner sind und in die Brakteen der Blütenstände übergehen können. Die Blattränder sind ganzrandig oder gewellt. Die Laubblätter sind meist 8 bis 15 (2 bis 100) cm lang, die Blattstiele sind kürzer als die Blattspreiten und gleichmäßig geschwungen.

### Blütenstände und Blüten

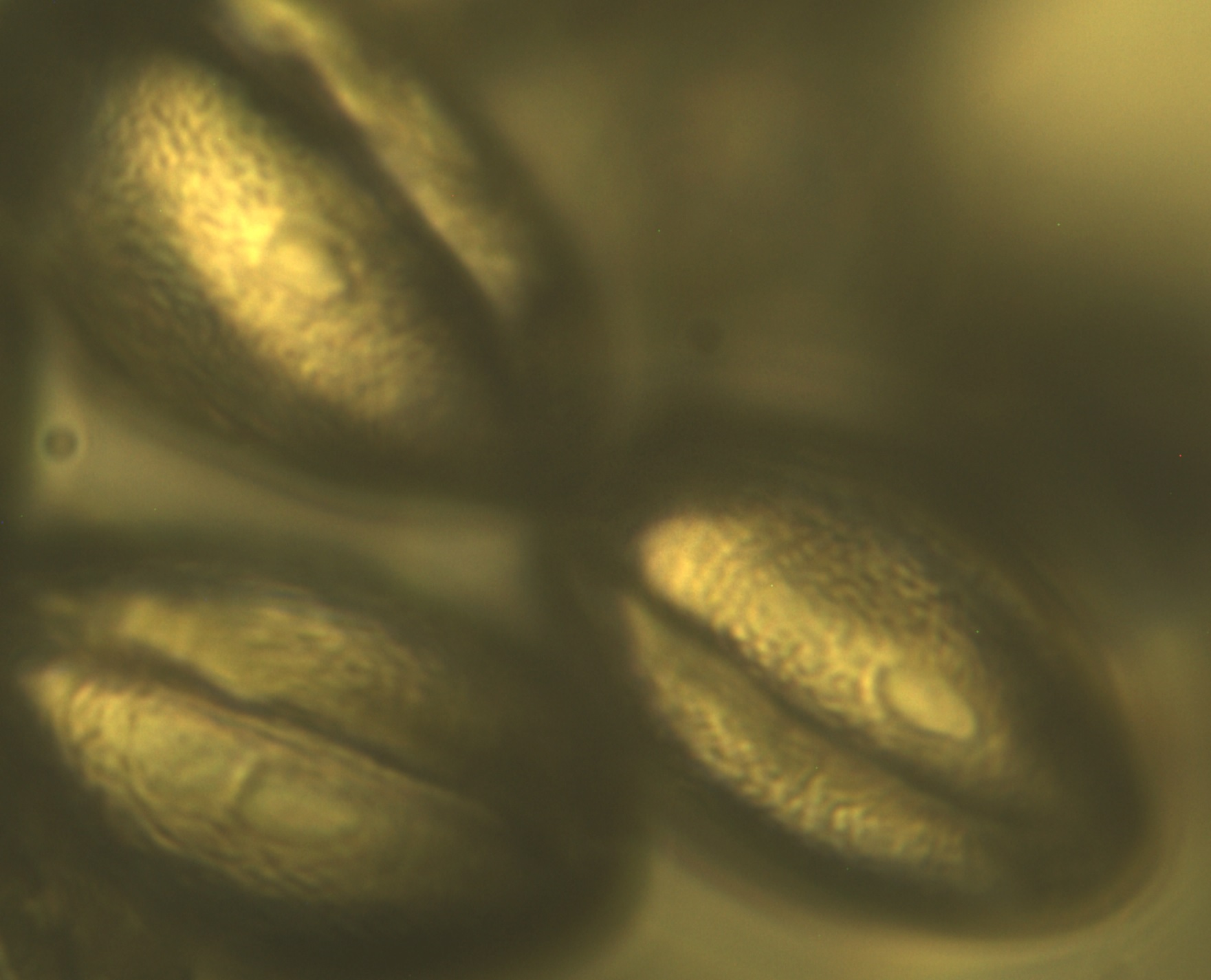
Pollen (400×)

Die endständigen, rispigen, traubigen oder schirmtraubigen Blütenstände enthalten viele Blüten und Tragblätter; selten stehen die Blüten einzeln in den Achseln der Laubblätter.
Die zwittrigen Blüten sind fünfzählig mit doppelter Blütenhülle. Der Kelch ist radiärsymmetrisch oder seltener auch zygomorph, mit fünf gleich langen oder ungleichmäßigen linearen, dreieckigen oder pfriemförmigen Kelchblattlappen. Die Lappen sind normalerweise kürzer als der urnenförmig, zylindrisch oder glockenförmig verwachsene Teil des Kelches, nur in Ausnahmen sind sie gleich lang. Die radiärsymmetrische oder zygomorphe Blütenkrone ist fünfzählig; 5 bis 90 mm lang, trichterförmig, röhrenförmig oder stieltellerförmig und sehr vielfältig gefärbt. Die Kronblattlappen besitzen einen eingebuchteten Rand. Die fünf Staubblätter können innerhalb oder außerhalb der Blüte enden, die Staubfäden sind gerade oder stark knieförmig gebogen; haben innerhalb einer Blüte die gleiche Länge oder kommen in zwei Längen (4 + 1) oder drei Längen (2 + 2 + 1) vor. Die Staubbeutel sind dorsal fixiert, können gelb, grün oder violett sein, sind 1,2 bis 2,3 mm lang und sind dann fast kreisförmig oder 3,5 bis 5,5 mm lang und dann mit eiförmiger, verkehrt eiförmiger oder länglicher Form. Der Fruchtknoten ist oberständig. Es ist meist ein Diskus vorhanden.

### Früchte und Samen
Die 4 bis 20 (28) mm langen, septizidalen Kapselfrüchte öffnen sich mit Klappen an der Spitze und enthalten meist 100 bis 5000 Samen. Der Kelch ist beständig, papierig und umhüllt die Frucht meist mehr oder weniger.
Die Samen sind bei einer Länge von 0,4 bis 1,3 mm fast kugelförmig oder nahezu nierenförmig, manchmal verlängert; die Tausendkornmasse beträgt 0,1 Gramm.

### Inhaltsstoffe
Die bedeutendsten sekundären Pflanzenstoffe der Nicotiana-Arten sind zu den Nikotinoiden zählende Alkaloide. In 54 aus 64 untersuchten Arten war Nikotin eines der am stärksten vertretenen Alkaloide, in 28 Arten davon sogar das Alkaloid mit der höchsten Konzentration. Nornicotin konnte in 32 der 64 untersuchten Arten festgestellt werden, nur in acht Arten war es das Hauptalkaloid, meist wenn Nikotin oder andere Alkaloide als wichtige Alkaloide fehlten. In drei Arten konnte auch Anabasin als Hauptalkaloid festgestellt werden.
An den Arten Nicotiana tabacum und Nicotiana rustica konnte nachgewiesen werden, dass mit 97 % der größte Anteil des Nikotins in den Wurzeln gebildet wird. Über das Xylem wird es in alle anderen Pflanzenteile transportiert und neben den Wurzeln auch in den jungen Blättern, Stängeln und Blüten abgelagert. Der Anteil an Nikotin in den getrockneten, unbehandelten Blättern der hauptsächlich für den Tabakanbau kultivierten Arten Nicotiana tabacum und Nicotiana rustica liegt meist zwischen 0,5 und 8 %, jedoch wurden in Nicotiana tabacum auch bis zu 10 % und in Nicotiana rustica bis zu 18 % Nikotin nachgewiesen. In den anderen Arten variiert der Gesamtanteil an Alkaloiden in den getrockneten Pflanzenteilen zwischen 0,003 % und 2,96 % in den Blättern und 0,027 % und 2,46 % in den Wurzeln.

## Ökologie
Die duftlosen oder duftenden Blüten blühen oftmals in den Abendstunden auf, schließen sich bei Sonnenlicht wieder oder bleiben offen. Es existieren auch selbstbestäubende Arten. Innerhalb der Gattung Nicotiana existiert eine große Vielfalt an Bestäubungsmechanismen. So tritt Ornithophilie (Bestäubung durch Vögel, beispielsweise bei Nicotiana africana und Nicotiana langsdorfii), Chiropterophilie (Bestäubung durch Fledermäuse, beispielsweise bei Nicotiana otophora), Sphingophilie (Bestäubung durch Schwärmer, beispielsweise bei Nicotiana sylvestris und Nicotiana alata) und Psychophilie (Bestäubung durch Tagfalter, beispielsweise bei Nicotiana forgetiana) auf.
Ein besonderer Schädling der Tabakpflanze ist die Raupe des Tabakschwärmers (Manduca sexta), die gegen das Nervengift Nikotin unempfindlich ist. Die Pflanze reagiert auf den Speichel der Raupe mit einem Ausstoß des Hormons Jasmonsäure, bereits nach fünf bis zehn Minuten im ganzen befallenen Blatt, nach 30 Minuten in der kompletten Pflanze. An der Blattwunde strömen daraufhin Grüne Blattduftstoffe aus, die kilometerweit durch die Luft getragen werden. Nach einer Stunde werden in der Tabakpflanze Abwehrmechanismen aktiviert, so dass nach etwa fünf Stunden die Produktion von für die Raupe des Tabakschwärmers verdauungsstörenden Proteinen beginnt. Nach insgesamt zehn Stunden sendet die Pflanze einen ganzen Cocktail von Duftstoffen aus, der eine bestimmte Wespenart anlockt, welche ihre Eier parasitär in den Raupen des Tabakschwärmers ablegt. Besonders bei den Wildformen des Tabaks nehmen Nachbarpflanzen ebenfalls das Ausströmen der Botenstoffe wahr und reagieren mit einem frühzeitigen Umschalten ihrer Gene.
Die Tabakpflanze erkennt auch Käfer anhand deren Speichel, worauf sie binnen einer Stunde bis zu zehn Milligramm Nikotin pro Blatt herstellt, was in etwa der Menge Nikotin in einer Zigarette entspricht. Das Nikotin wirkt auf das Nervensystem des Käfers, der von der Pflanze frisst, dieser wird gelähmt und stirbt schließlich.
Gestresste Tabakpflanzen signalisieren ihren Zustand neben Farbe, Geruch und Form auch durch Töne, die jedoch im für Menschen nicht wahrnehmbaren Ultraschallbereich liegen.

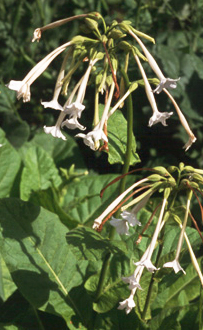
Blütenstände von Nicotiana sylvestris

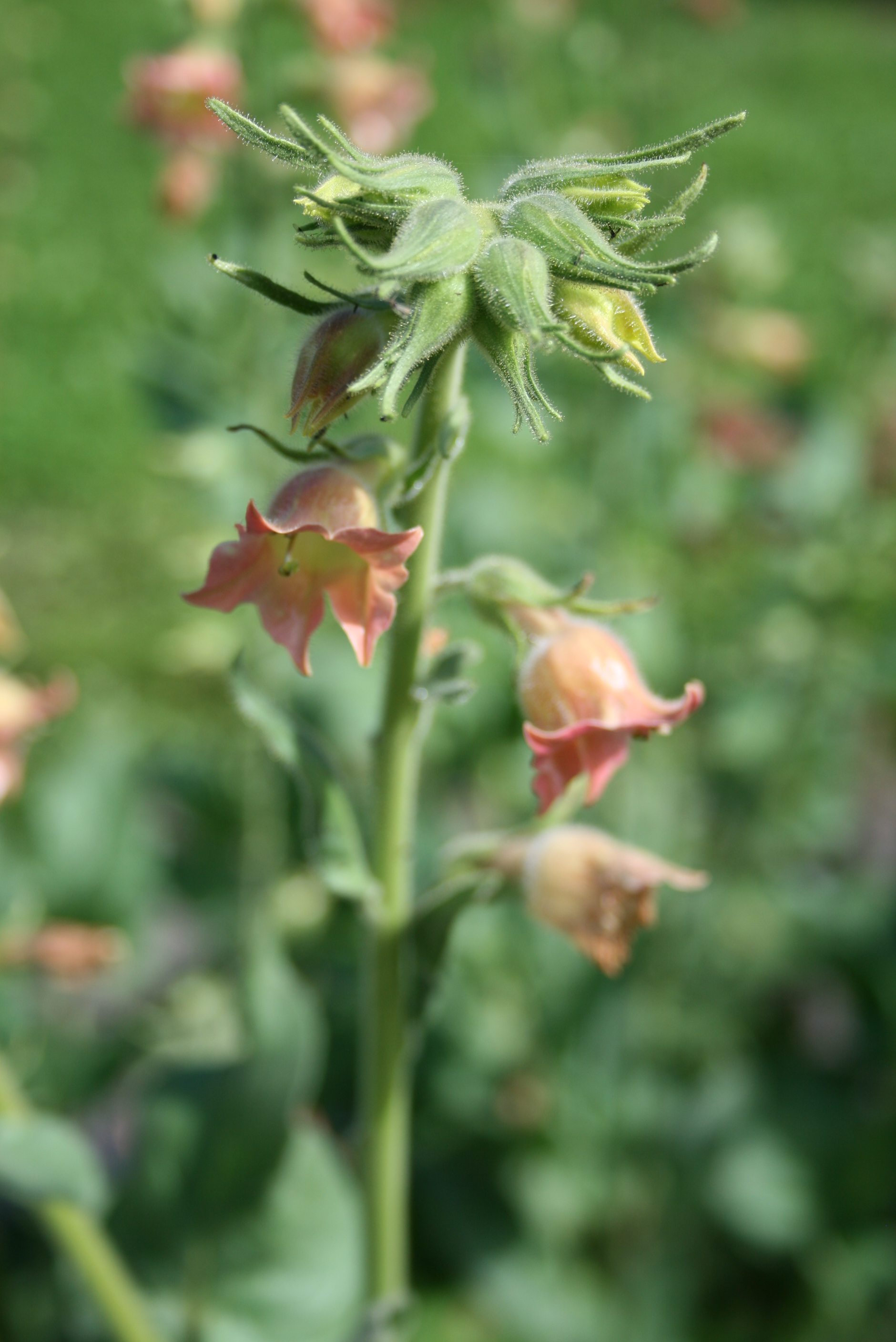
Blütenstand von Nicotiana glutinosa

## Verbreitung
Das natürliche Verbreitungsgebiet der Gattung Nicotiana besteht aus drei disjunkten Arealen. Die meisten Arten kommen in Südamerika vor, die zweitgrößte Artenanzahl ist in Australien und benachbarten Gebieten im Südpazifik zu finden und das dritte eigenständige Gebiet liegt in Nordamerika. Eine einzelne Art ist auch vom afrikanischen Kontinent bekannt, diese ist mit den ansonsten in Australien beheimateten Arten verwandt. In vielen Fällen ist das natürliche Verbreitungsgebiet durch menschliche Einflüsse vergrößert worden. Diese menschlich verursachte Ausbreitung ist aber nur bei einigen Arten durch Kultivierung und Konsum zu begründen, oftmals ist ein Verschleppen der Samen im Fell von domestizierten Tieren und vom Menschen selbst wahrscheinliche Ursache. Eine solche Vergrößerung des Verbreitungsgebietes wird sowohl von einigen australischen Arten, aber auch von südamerikanischen Arten mit Vorkommen entlang der peruanischen Anden vermutet.

### Südamerika
Die nördliche Grenze des südamerikanischen Verbreitungsgebiets der Gattung Nicotiana beginnt im Westen südlich der ecuadorianischen Stadt Guayaquil am 2. Südlichen Breitengrad, verläuft von dort nach Südosten durch die peruanischen Anden und die nördliche Mitte Boliviens bis in die Provinz Chaco in Argentinien. Im mittleren Paraguay verläuft die Grenze wieder etwas weiter nach Norden, um dann in etwa in Höhe von Rio de Janeiro am 23. Südlichen Breitengrad zu enden. In den Gebieten südlich dieser Linie fehlt die Gattung nur in wenigen Regionen: Zum einen in den im Norden der Región de Tarapacá gelegenen Abschnitten der Atacamawüste, in den kalten chilenischen Regenwäldern südlich des 37. Südlichen Breitengrades vom Río Bío Bío bis hin zur Magellanstraße sowie in den südlichsten Regionen des Kontinents in Patagonien und Feuerland. Die Art Nicotiana cordifolia kommt zudem endemisch auf der Alexander-Selkirk-Insel (ehemals Isla Más Afuera), etwa 800 Kilometer westlich der chilenischen Küste, vor.

### Australien und Südpazifik
Die in Australien und auf den Inseln des Südpazifik heimischen Arten der Gattung Nicotiana gehören zur auf dieses Gebiet beschränkten Sektion Suaveolentes. In Australien sind Vertreter in allen Bundesstaaten anzutreffen. Die genauen Gebiete begrenzend ist hierbei vor allem die Jahresniederschlagsmenge. So sind in Bereichen mit jährlichen Niederschlägen zwischen 150 und 200 Zentimetern (teilweise auch schon zwischen 75 und 100 Zentimetern, wenn eine ausgeprägte Regenperiode im Sommer existiert) keine Nicotiana zu finden. Auch die nahezu niederschlagslosen Gebiete des Kontinents werden gemieden. Die größte Anzahl an Arten und auch das häufigste Vorkommen von Individuen ist in New South Wales und South Australia zu finden.
Nicotiana debneyi ist auch außerhalb Australiens zu finden, die Art ist von der Lord-Howe-Insel und Neukaledonien bekannt. Als einzige Art der Sektion Suaveolentes, die nicht auf dem australischen Kontinent vorkommt, besiedelt Nicotiana fragrans verschiedene Inseln des Südpazifiks, beispielsweise der Île des Pins, Lifou, Tongatapu, Hiva Oa und Fatu Hiva, wobei sie auf den letzten drei Inseln vermutlich eingeschleppt ist.
Die in Argentinien heimische Art Nicotiana glauca aus der Sektion Paniculatae ist in Australien eingebürgert. Natürliche Hybriden mit den einheimischen Arten Nicotiana suaveolens, Nicotiana simulans und Nicotiana goodspeedii sind bekannt.

### Nordamerika
Das natürliche Verbreitungsgebiet der Arten, die ausschließlich in Nordamerika vorkommen, umfasst das Gebiet des Großen Beckens im Westen des Kontinents, erweitert um küstennahe Bereiche, die vom Süden Kanadas bis zur südlichen Grenze Mexikos reichen. Einschließlich der Arten, die sowohl in Süd- als auch in Nordamerika vorkommen, reicht das nordamerikanische Verbreitungsgebiet im Süden bis Guatemala. Durch menschliche Domestizierung und zufällige Verschleppung reicht das tatsächliche Verbreitungsgebiet auch bis in einige der östlicheren Bundesstaaten der USA.

## Standorte
Innerhalb der Gattung besteht eine große Variabilität in den Ansprüchen an den Standort. Alle Arten bevorzugen jedoch starke Sonneneinstrahlung und einen wasserdurchlässigen Boden. Diese Bedingungen sind beispielsweise in Halbwüsten niedriger und hoher Höhenlagen, felsigen Vorsprüngen, feinem Geröll, sandigen und kiesigen Flussufern und trockenen Auswaschungen zu finden. Nur in Ausnahmefällen wachsen die Arten in dichtem Busch- oder im Grasland, in Wäldern sind sie nicht zu finden.
Die meisten Arten finden sich in Gemäßigten Klimazonen. Nur wenige Arten reichen bis an tropische Regionen, starke Niederschläge und hohe Luftfeuchtigkeit können auch dann nur in Verbindung mit einem gut entwässerten Boden toleriert werden. Arten, die in höheren Höhenlagen vorkommen, sind meist einjährig, um die relativ hohen Temperaturen der Wachstumsperiode im Gegensatz zu den niedrigen Jahresdurchschnittstemperaturen auszunutzen.

## Systematik

### Taxonomie
Die Gattung Nicotiana wurde durch Carl von Linné aufgestellt. Der wissenschaftliche Gattungsname Nicotiana ehrt den französischen Diplomaten Jean Nicot (1539–1604), der 1560 als Konsul Frankreichs in Lissabon Tabak-Samen nach Frankreich schickte.

### Äußere Systematik
Die Systematiken der Nachtschattengewächse nach William D’Arcy und Armando Hunziker ordnen die Gattung Nicotiana in die Unterfamilie Cestroideae nahe den Gattungen Petunia und Fabiana ein. Phylogenetische, molekularbiologische Untersuchungen zeigen jedoch, dass die Gattung an basaler Stelle einer Klade steht, die daneben die australische Tribus Anthocercideae, bestehend aus den Gattungen Anthocercis, Anthotroche, Crenidium, Cyphanthera, Duboisia, Grammosolen und Symonanthus, enthält. In der phylogenetisch orientierten Systematik nach Richard Olmstead bildet diese Gruppe die Unterfamilie Nicotianoideae, die als Schwesterklade der Unterfamilie Solanoideae platziert ist.
|  | Anthocercideae              |
|  |                             |
|  | \| \| Nicotiana \| \| \| \| |
|  |                             |
|  | Nicotiana                   |
|  |                             |

|  | Nicotiana |
|  |           |

|  | Anthocercideae              |
|  |                             |
|  | \| \| Nicotiana \| \| \| \| |
|  |                             |
|  | Nicotiana                   |
|  |                             |

|  | Nicotiana |
|  |           |

Kladogramm vereinfacht nach

### Innere Systematik
Innerhalb der Gattung Nicotiana werden 75 natürlich vorkommende Arten unterschieden, die in 13 Sektionen eingeteilt werden. Molekularbiologische Untersuchungen haben ergeben, dass die Sektion Polydicliae nicht monophyletisch ist, sondern die Arten der Sektion Trigonophyllae enthält.
- Sektion Alatae
  - Nicotiana alata Link & Otto
  - Nicotiana azambujae L.B. Sm. & Downs
  - Nicotiana bonariensis Lehm.
  - Nicotiana forgetiana Hemsl.
  - Nicotiana langsdorffii Weinm.
  - Nicotiana longiflora Cav.
  - Nicotiana mutabilis Stehmann & Semir
  - Nicotiana plumbaginifolia Viv.
- Sektion Nicotiana
  - Virginischer Tabak (Nicotiana tabacum L.)
- Sektion Noctiflorae
  - Nicotiana acaulis Speg.
  - Nicotiana ameghinoi Speg.
  - Nicotiana glauca Graham
  - Nicotiana noctiflora Hook.
  - Nicotiana paa Mart. Crov.
  - Nicotiana petuniodes (Griseb.) Millán
- Sektion Paniculatae Goodsp.
  - Nicotiana benavidesii Goodsp.
  - Nicotiana cordifolia Phil.
  - Nicotiana cutleri D’Arcy
  - Nicotiana knightiana Goodsp.
  - Nicotiana paniculata L.
  - Nicotiana raimondii J.F. Macbr.
  - Nicotiana solanifolia Walp.
- Sektion Petunioides G.Don
  - Nicotiana acuminata (Graham) Hook.
  - Nicotiana attenuata Torrey ex S. Watson
  - Nicotiana corymbosa J. Rémy
  - Nicotiana linearis Phil.
  - Nicotiana longibracteata Phil.
  - Nicotiana miersii J. Rémy
  - Nicotiana pauciflora J. Rémy
  - Nicotiana spegazzinii Millán
- Sektion Polydicliae G.Don
  - Nicotiana clevelandii A. Gray
  - Nicotiana quadrivalvis Pursh
- Sektion Repandae
  - Nicotiana nesophila I.M. Johnston
  - Nicotiana nudicaulis S. Watson
  - Nicotiana repanda Willd.
  - Nicotiana stocktonii Brandegee
- Sektion Rusticae
  - Nicotiana rustica L.
- Sektion Suaveolentes Goodsp.
  - Nicotiana africana Merxm.
  - Nicotiana amplexicaulis N.T.Burb.
  - Nicotiana benthamiana Domin
  - Nicotiana burbidgeae Symon
  - Nicotiana cavicola N.T.Burb.
  - Nicotiana debneyi Domin
  - Nicotiana excelsior (J.M.Black) J.M.Black
  - Nicotiana exigua H.-M.Wheeler
  - Nicotiana fragrans Hooker
  - Nicotiana goodspeedii H.-M.Wheeler
  - Nicotiana gossei Domin
  - Nicotiana hesperis N.T.Burb.
  - Nicotiana heterantha Kenneally & Symon
  - Nicotiana ingulba J.M.Black
  - Nicotiana maritima H.-M.Wheeler
  - Nicotiana megalosiphon Van Huerck & Müll.Arg.
  - Nicotiana occidentalis H.-M.Wheeler
  - Nicotiana rosulata (S. Moore) Domin
  - Nicotiana rotundifolia Lindl.
  - Nicotiana simulans N.T.Burb.
  - Nicotiana stenocarpa H.-M.Wheeler
  - Nicotiana suaveolens Lehm.
  - Nicotiana truncata D.E. Symon
  - Nicotiana umbratica N.T.Burb.
  - Nicotiana velutina H.-M.Wheeler
  - Nicotiana wuttkei Clarkson & Symon
- Sektion Sylvestres S.Knapp
  - Nicotiana sylvestris Speg. & Comes
- Sektion Tomentosae
  - Nicotiana kawakamii Y. Ohashi
  - Nicotiana otophora Griseb.
  - Nicotiana setchellii Goodsp.
  - Nicotiana tomentosa Ruiz & Pav.
  - Nicotiana tomentosiformis Goodsp.

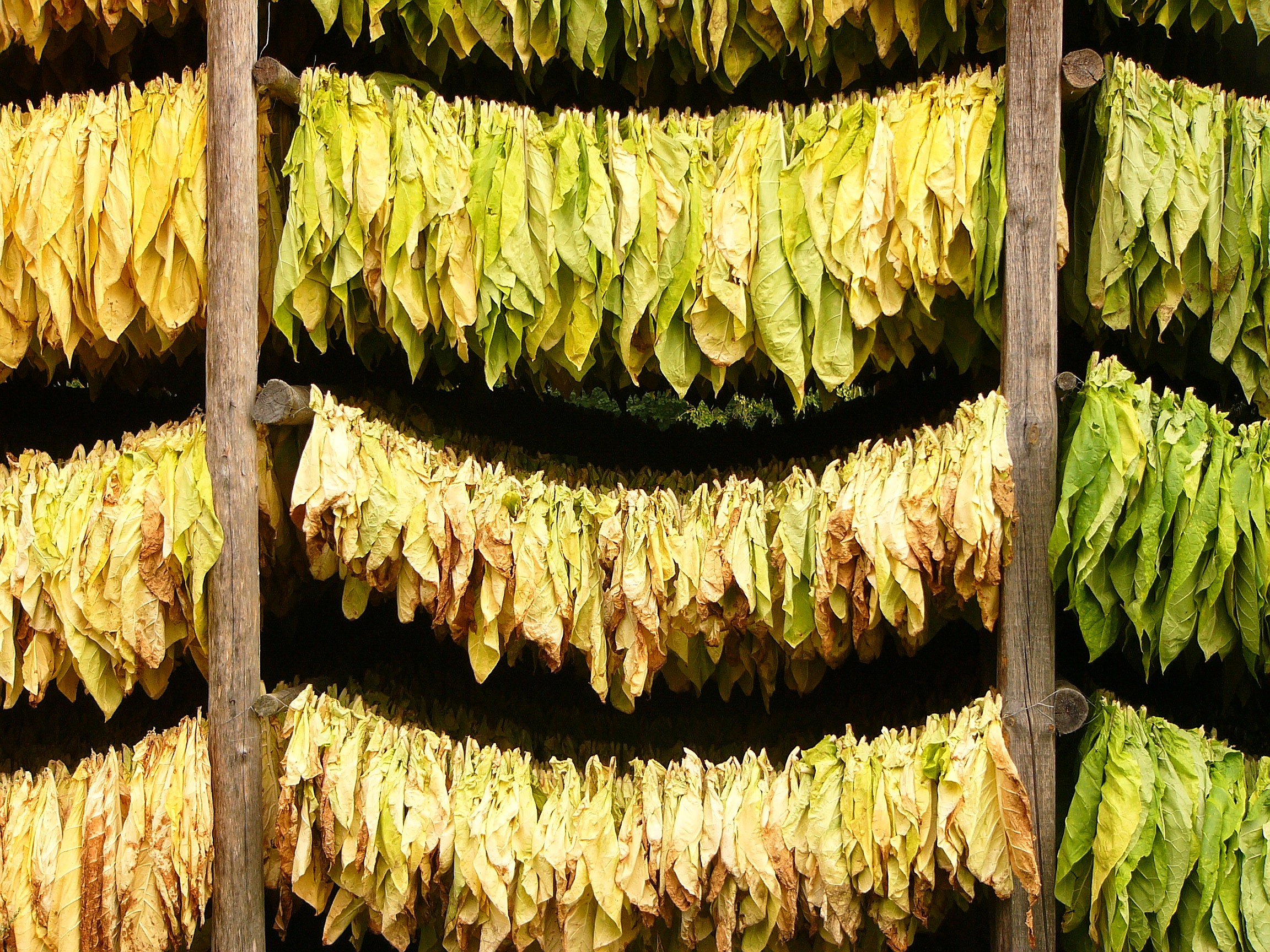
Tabakblätter beim Trocknen

- Sektion Trigonophyllae
  - Nicotiana obtusifolia M. Martens & Galeotti
  - Nicotiana palmeri A. Gray
- Sektion Undulatae
  - Nicotiana arentsii Goodsp.
  - Nicotiana glutinosa L.
  - Nicotiana thrysiflora Bitter ex Goodsp.
  - Nicotiana undulata & Pav.
  - Nicotiana wigandioides Koch & Fintelm.

## Nutzung
Bis ins 17. Jahrhundert hatte Tabak eine Bedeutung als Heilpflanze in der Augenheilkunde. Als Nutzpflanze haben derzeit (2013) nur zwei Arten wirtschaftliche Bedeutung, die zahlreiche Varietäten bilden und aus denen viele Sorten gezüchtet wurden. Die verbreitetste Art ist der Virginische Tabak (Nicotiana tabacum), zu dem nahezu alle heute angebauten Sorten gehören. Die Tabakernte (2007) wird nach entsprechender Verarbeitung weit überwiegend für Zigaretten genutzt. In Deutschland waren bis Ende des 20. Jahrhunderts die Sorten „Friedrichstaler“, „Havanna“, „Geudertheimer“ und „Burley“ verbreitet. Dies sind dunkle Sorten, die für Zigarren und als Beimischung zu dunklen Zigaretten Verwendung fanden. Virginia ist eine aktuelle Sorte, die als Beimischung in helle Zigaretten-Marken verwendet wird. Vereinzelt wird außerdem noch Bauern-Tabak (Nicotiana rustica) angebaut. Darüber hinaus werden zahlreiche Arten, Sorten und Hybride als Zierpflanzen verwendet.

### Arzneipflanze
1586 wurden die Heilkräfte der Pflanze im Werk Tabacologia des Arztes Johannes Neander beschrieben. 1598 wurde in der Pfalz eine Tabakplantage angelegt, um Tabak für Arzneizwecke anzupflanzen. Hergestellt wurden Extrakte, Tinkturen, Aufgüsse, Pillen, Pulver, Sirupe und Salben. Besonders beliebt wurde das Tabakrauchklistier, das Johann Gottlieb Schaeffer entwickelte, um damit Koliken, eingeklemmte Brüche, Flatulenz, Obstipation und weitere Erkrankungen zu behandeln. 1587 verfasste Gilles Everaerts ein Werk über den Tabak als Arzneimittel, das De herba panacea, indem es nun auch über das „Trinken“ des Rauches ging.
1828 wurde das Tabakalkaloid, Nicotin, von Karl Ludwig Reimann und Wilhelm Heinrich Christian Posselt entdeckt.

### Tabakwaren

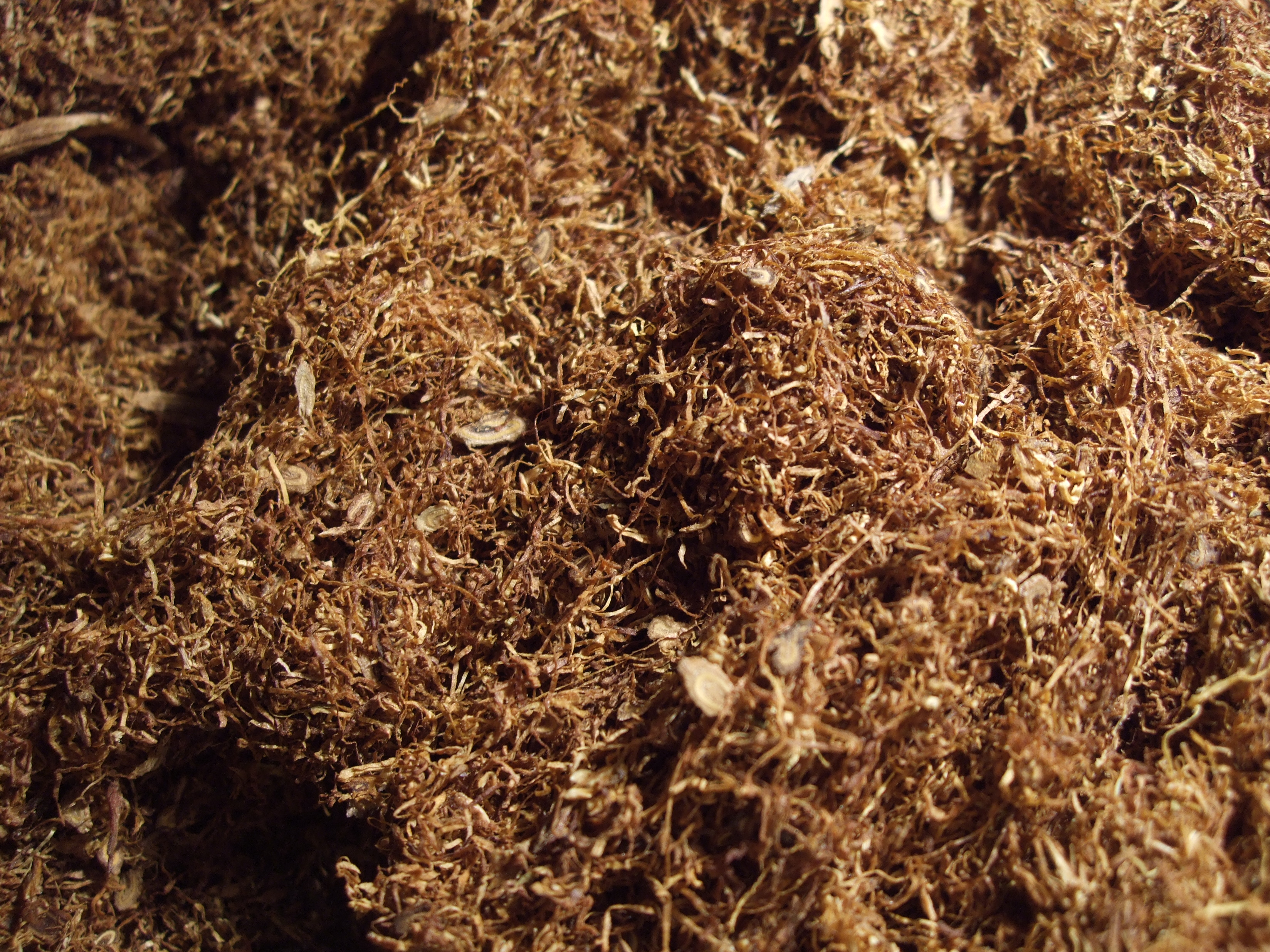
Heller Tabak

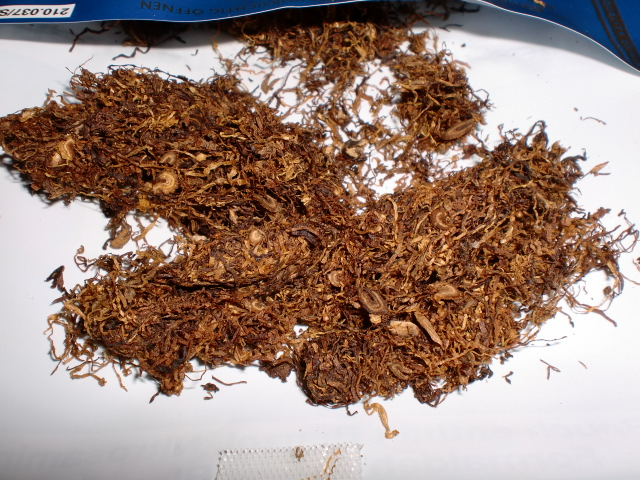
Feinschnitttabak

Die getrockneten, kurierten und gerebelten Tabak-Blätter (Rauchkraut) werden in Tabakspfeifen oder gedreht als Zigaretten, Zigarillos und Zigarren geraucht. Das giftige, suchtauslösende Nikotin wird dabei zu großen Teilen verbrannt; nur ein geringer Anteil verdampft und wird inhaliert. Weniger verbreitet ist der Konsum in Form von Smokeless Tobacco, Snus, Kautabak und Schnupftabak. Bereits der Verzehr geringer Mengen kann wegen des hohen Nikotinanteils zum Tod durch Atemlähmung führen. Der Konsum durch Inhalation, Schnupfen oder Kauen ist ebenfalls mit erheblichen gesundheitlichen Risiken verbunden, die von Herz-Kreislauf-Problemen über Durchblutungsstörungen und Impotenz bis hin zu verschiedensten Karzinomformen reichen können. Mehrere dieser Risiken sind auch mit dem Passivrauchen und Dritthandrauchen verbunden.
Der Konsum von Tabakwaren erhöht signifikant das Risiko einer Nikotinabhängigkeit.

### Insektizid
Nach seiner Entdeckung 1763 wurde das Nikotin auch als Insektizid zur Schädlingsbekämpfung genutzt, indem „Tabakbrühe“, ein Sud aus Tabakblättern, gegen Insekten eingesetzt wurde. Da von dieser Maßnahme auch schonungswürdige Nützlinge betroffen werden, und wegen der stark gesundheitsschädlichen Wirkung des Nikotins als Nervengift wird diese Methode nicht mehr verwendet. Trotzdem wird sie weiterhin als Hausmittel gegen Blattläuse an Zimmerpflanzen thematisiert.

### Zierpflanzen
Tabakarten und -sorten werden auch als Schmuckpflanzen angebaut. Unter diesen gibt es Wildarten wie den bis zu 1,7 m hohen, nachts stark duftenden Wald-Tabak (Nicotiana sylvestris) mit langen weißen Blütenröhren oder die vielen Sorten des Ziertabaks Nicotiana x sanderae, einer Kreuzung aus dem rotblühenden Nicotiana forgetiana und dem weißblühenden Nicotiana alata. Aus dieser Kreuzung entstanden Nachkommen in vielen Farbtönen und in unterschiedlichen Wuchshöhen, teils immerduftend, teils nachtduftend oder auch ohne Duft. Der „Scharlachkönig“ ist eine dunkel scharlachrot blühende, etwa 60 cm hohe Sorte.

### Parfümerie
In Herrenparfüms werden Tabaknoten gerne als Absolues aus Tabakblättern eingesetzt. Absolues werden durch Extraktion über das Concrète gewonnen.

### Pharmapflanzen
Das Genom des Tabaks ist gut erforscht. Er wird in der Gentechnik-Forschung bevorzugt, weil er weder von Mensch noch Tier verzehrt wird und deshalb nicht versehentlich in die Nahrungskette gelangen kann. Durch Veränderungen des Erbgutes entstand beispielsweise nikotinfreier Tabak; die Produktion von Medikamenten in Tabakpflanzen ist inzwischen ein ernsthafter und erfolgreicher Forschungszweig.

### Biomonitoring
Die Tabaksorte Nicotiana tabacum BEL W3 gehört zu den Pflanzen, die am empfindlichsten gegenüber Ozon reagieren und sichtbare Schadmerkmale ausbilden. Zur Bioindikation werden die makroskopisch erkennbaren Blattschäden als Wirkungsmessgröße herangezogen.